# Musée des mathématiques (Rome)
Le musée des mathématiques (en italien : Museo della matematica), créé en 1999, est situé au département des mathématiques de l'université de Rome « La Sapienza », Piazzale Aldo Moro 5 à Rome, en Italie. En 2016, le musée est fermé en raison de rénovation. À terme, il sera situé dans la villa Sciarra, appelée le petit château, à l'entrée de la villa, via Dandolo 45, à Rome.
Il s'agit d'un musée consacré aux mathématiques, appartenant à la ville de Rome. Il propose des expositions et ateliers interactifs avec le public. L'accès au musée est gratuit.

## Source de la traduction
- (it) Cet article est partiellement ou en totalité issu de l’article de Wikipédia en italien intitulé « Museo della matematica » (voir la liste des auteurs).